# Castelnuovo di Conza
Castelnuovo di Conza község (comune) Olaszország Campania régiójában, Salerno megyében.

## Fekvése
A település egy, a Sele folyó völgyére néző domb tetején épült ki. A megye északkeleti részén fekszik. Határai: Caposele, Teora, Conza della Campania, Laviano, Pescopagano és Santomenna.

## Története
Castelnuovo di Conza területe már i. e. 5 században lakott volt, mint azt régészeti leletek bizonyítják, de első írásos említése csak jóva későbbről 1140-ből származik, amikor a Conza család birtokát képezte. 1200 óta püspöki székhely. A település több alkalommal is földrengések áldozata volt (1466, 1694, 1980). Önálló községgé a 19. század elején vált, amikor a Nápolyi Királyságban felszámolták a feudalizmust.

## Népessége
A népesség számának alakulása:

## Főbb látnivalói
- Santa Maria della Petrara-templom - a 11. században épült román stílusban